# Lutjanus campechanus

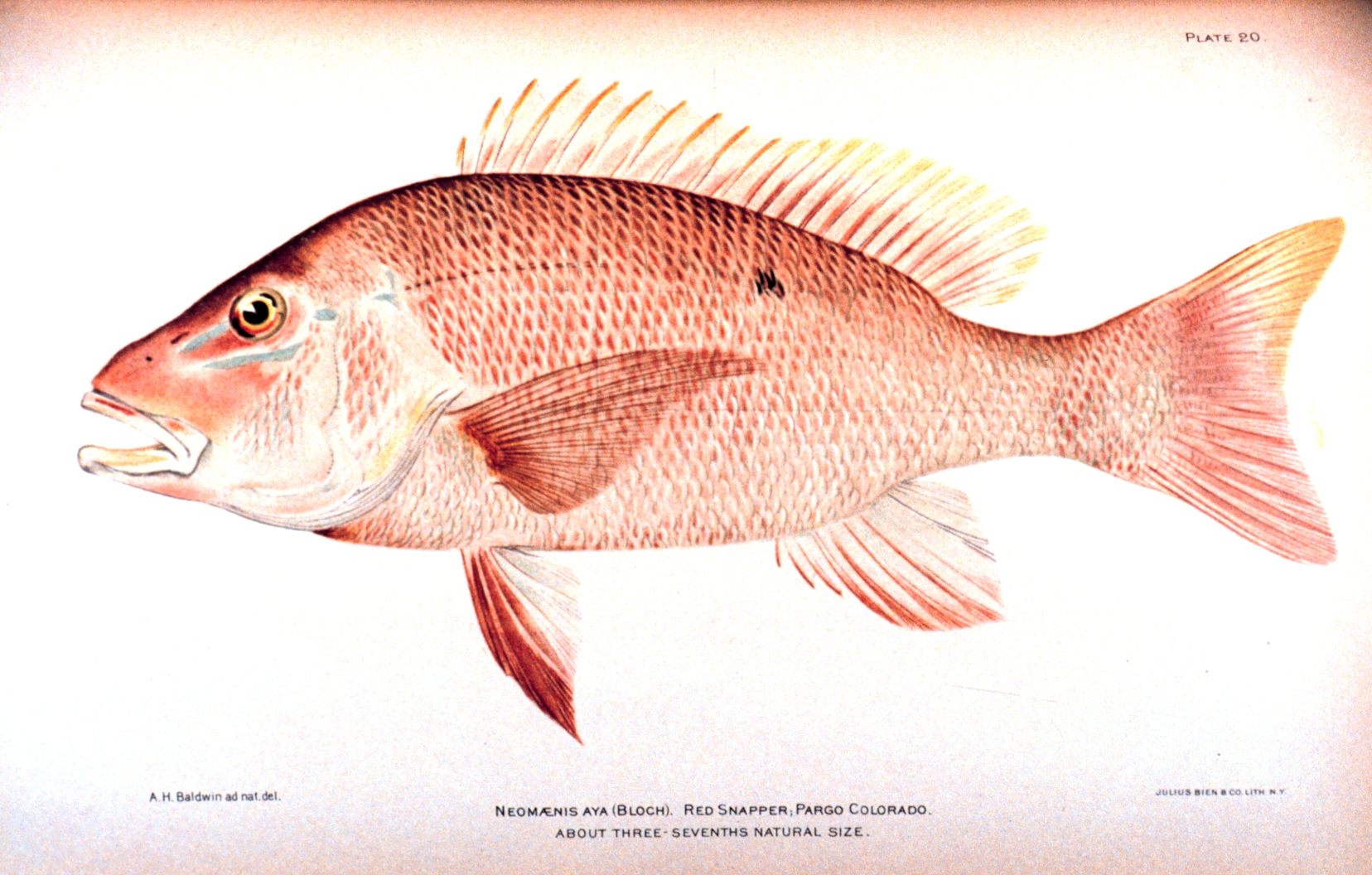
Bosquejo de un huachinango.

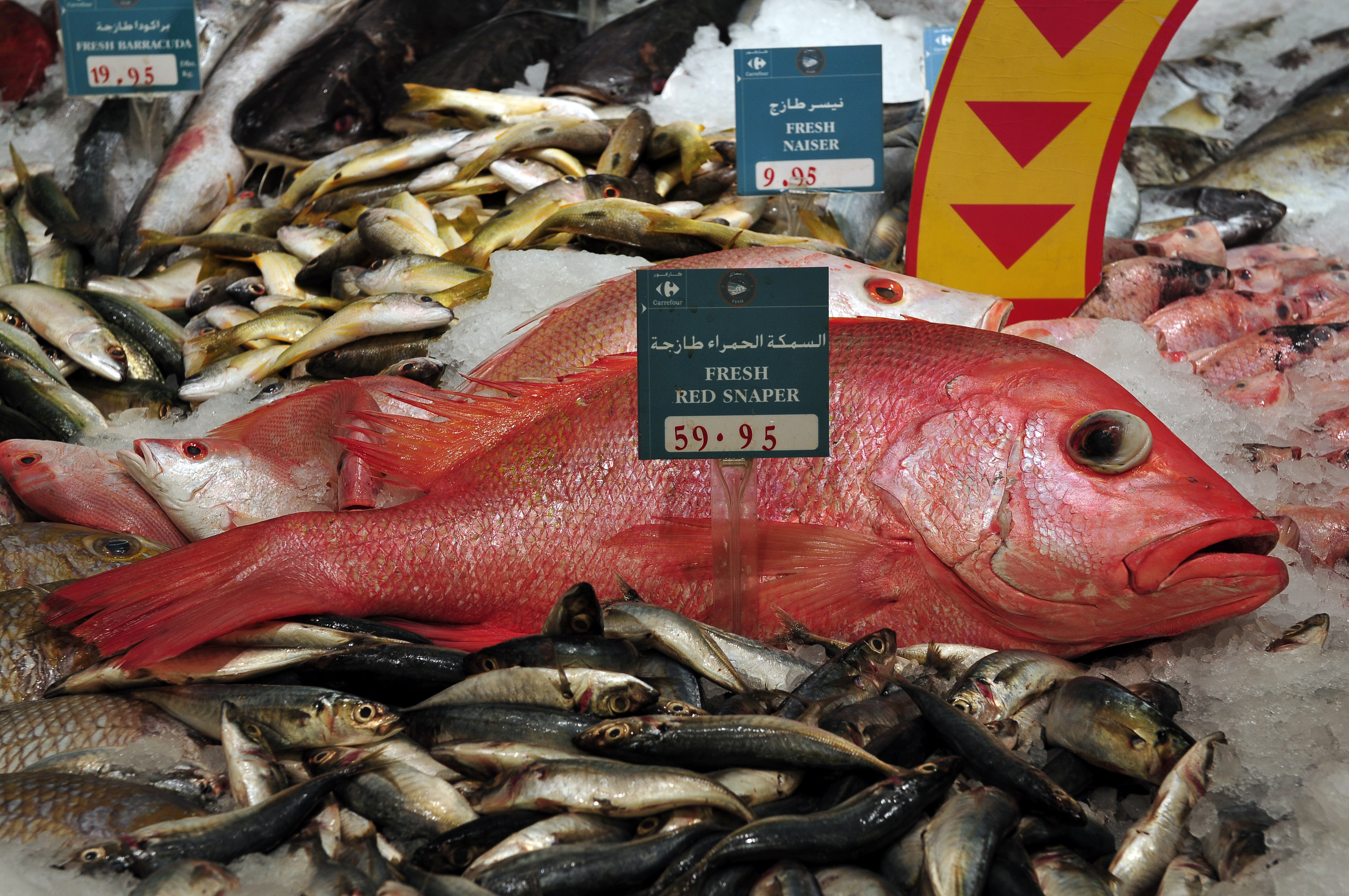

El huachinango (Lutjanus campechanus) es un pez de arrecife que habita en las costas de los océanos Atlántico y Pacífico, en América. En el sur y centro de México se le conoce por el nombre común de huachinango, wachinango o guachinango, palabra de origen náhuatl. En Puerto Rico y la República Dominicana se le conoce como "chillo". Es bastante similar a la especie Lutjanus purpureus, también dicha “huachinango” en México, que de hecho ya se ha considerado como la misma especie. 
Comúnmente habita en profundidades de entre 10 y 67 metros (30 a 200 pies), pero en ocasiones puede encontrarse hasta una profundidad máxima de 100 m (300 ft). Se queda relativamente en el fondo, y habita los fondos rocosos de los arrecifes, incluyendo las plataformas petroleras ultramarinas y pecios.
Su cuerpo es muy similar en forma a otros peces. Tiene un característico perfil, con la aleta dorsal y el cuerpo comprimido lateralmente. Tiene dientes cortos y afilados, pero carece de los caninos superiores encontrados en otros peces similares.
Su coloración es roja ligeramente rosa, con una pigmentación intensa en el dorso. Los peces más jóvenes tienen puntos oscuros en sus costados, pero desaparecen con la edad. 
Como otros peces similares, son muy sociables y tienden a formar grandes cardúmenes alrededor de pecios y arrecifes. Estos cardúmenes por lo general se forman con peces más o menos del mismo tamaño.
Son un pescado apreciado y se les pesca comercialmente, así como por deporte. Comercialmente se les atrapa con cañas con varios anzuelos, ya que su pesca con redes está vedada en el golfo de México, de donde proviene la mayoría de la pesca. 
Los estudios genéticos han mostrado, sin embargo, que muchos pescados vendidos como huachinango no son realmente L. campechanus, sino otras especies de la misma familia.
El huachinango come casi de todo, pero prefiere los peces pequeños y los crustáceos. Se le puede atrapar con carnada viva, así como con carnada en trozos, pero también se le puede pescar con señuelos, aunque con más dificultad. Se suele atrapar peces de unos 4,5 kilogramos y 50 centímetros de longitud, aunque se ha llegado a informar de peces de hasta 18 kg.
Un huachinango llega a la madurez sexual a la edad de 2-5 años, y puede vivir hasta 20 años.
Estudios recientes han demostrado que el huachinango obtiene su coloración característica de los crustáceos de los que se alimenta.[cita requerida]